# Полиция Турции
Полиция Турции (тур. Polis), Главное управление безопасности (тур. Emniyet Genel Müdürlüğü) — гражданская полиция, ответственная за обеспечение правопорядка в Турции.

## Структура
В провинциях управление действует под командованием губернаторов (тур. vali) и районных губернаторов (тур. kaymakam). Гражданские администраторы (тур. mülki amir) несут ответственность за безопасность и благосостояние городов и районов. Турецкая национальная полиция (ТНП) действует в рамках системы гражданской администрации и выполняет свои обязанности под командованием и контролем гражданской власти. Губернаторы и главы районных администраций контролируют войска.
ТНП организована следующим образом:
- Центральная организация
- Провинциальная организация
  - 81 управление областной полиции
  - 751 управление городской полиции, связанные с провинциями
  - 22 пограничных управления полиции
  - 18 отделений полиции свободной зоны
  - 834 полицейских участка в 81 провинции

## Функция и миссия
Сфера ответственности полиции расположена внутри муниципальных границ в Турции. В соответствии с «Законом о обязанностях и полномочиях полиции», обязанности полиции заключаются в следующем:
- обеспечить общественный мир и порядок
- обеспечить безопасность людей и имущества
- выявлять, арестовывать и передавать как правонарушителей, так и доказательства дела в соответствующие судебные органы
- выполнять обязанности помимо административных, таких как судебные, назначенные законами, правилами и правительственными актами
- предотвращение преступности с целью защиты общественной безопасности и порядка

ТНП также имеет политические обязанности, такие как защита целостности государства и сохранение конституционного порядка. Кроме того, ТНП выполняет административные функции, включая профилактические, защитные и вспомогательные.
Департамент службы дорожного движения, Совет по безопасности дорожного движения и Высший совет по безопасности дорожного движения были созданы для более эффективного решения проблем дорожного движения.
В ТНП проходит Стамбульская конференция по демократии и глобальной безопасности.

## Сотрудники
Все сотрудники турецкой полиции носят темно-синие мундиры и кепки.
Патрульные машины можно узнать по их сине-белой расцветке и надписи «Polis» (с турецкого — «Полиция») на боковых дверях и капоте.

Суперинтенданты и инспекторы носят серебряные звёзды на погонах. Высокопоставленные офицеры носят золотые звезды. 
- Шеврон Чевик Куввета
- Шеврон морской полиции
- Шеврон дорожной полиции
- Шеврон общей полиции
- Шеврон полиции аэропорта

 Некоторые известные полицейские подразделения в Турции:
- Чайки (тур. Martılar) велопатруль
- Дельфины (тур. Yunuslar) мотопатруль
- Соколы (тур. Şahinler) мотопатруль дорожной полиции.
- Чевик Куввет (тур. Çevik Kuvvet) подразделения, занимающиеся борьбой с беспорядками. Аналог ОМОНа.
- Командование специальных операций (тур. Özel Harekat) служба быстрого реагирования. Аналог Спецназа.
- Карши Атак Тими (тур. Karşı Atak Timi) служба непосредственной защиты премьер-министра и президента. Аналог СБП.

- Мотоцикл «Дельфинов»
- Водяная пушка TOMA в Стамбуле, 2013
- Женский отряд Чевик Куввет
- Полицейский патрульный катер
- Полицейский дайвер

## Обучение
Полиция проходит две категории обучения, первая из которых — обучение без отрыва от работы, предоставляемое Министерством образования, действующим непосредственно под руководством Главного управления безопасности; в то время как профессиональная подготовка осуществляется Полицейской академией. Академия полиции предлагает пять различных программ обучения:
- Бакалавриат (профессиональные средние школы полиции; 2 года);
- Степень бакалавра (факультет наук о безопасности; 4 года);
- Последипломное обучение (институт наук безопасности; четыре семестра);
- Обучение в государственных высших учебных заведениях в Анкаре;
- Подготовка управленческих кадров (Институт наук о безопасности; подготовка управленческих кадров высшего уровня для старших руководителей высшего звена и подготовка управленческих кадров среднего звена для главных инспекторов).

Два полицейских колледжа (средняя школа) в Анкаре и Бурсе также работают непосредственно под управлением Главного управления безопасности. Существуют и другие образовательные учреждения, которые проводят обучение специалистов без отрыва от производства, такие как Турецкая международная академия по борьбе с наркотиками и организованной преступностью и Центр по изучению и расследованию преступлений.

## Вооружение

### Пистолеты
- Явуз 16[5]
- Sarsılmaz Kılınç 2000[6]

### Пистолеты-пулеметы
- Heckler & Koch MP5[7]

### Гранатомёты и спецсредства
- FN 303[8]
- Милкор МГЛ

### Транспортные средства
| - Ford Transit Courier — самая распространенная патрульная машина - Fiat Doblo — самая распространенная патрульная машина - Renault Mégane — машина дорожной полиции - Renault Symbol — стандартная патрульная и дорожная полицейская машина - Hyundai Accent — машина дорожной полиции - Toyota Corolla — дорожная и автомобильная полицейская машина - Fiat Egea - Toyota Hilux — машина дорожной полиции - Renault Fluence — машина дорожной полиции - Рено Кангу - Форд Транзит Коннект - Dacia Duster — используется службами юнуса - Fiat Linea - Hyundai Elantra — машина дорожной полиции - Opel Insignia — машина дорожной полиции - BMW 320i (F30) — машина дорожной полиции - Subaru Impreza — машина дорожной полиции - Тойота Приус - Мини Купер - Audi A3 - BMW 120i - Ниссан Навара - Ford Ranger — используется службой судебно-медицинской экспертизы - GMC Yukon — используется службой президентской охраны - Fiat Marea — не используется - Fiat Brava — не используется - Рено Лагуна — не используется - Тофаш Шахин — не используется - Рено 12 Торос — не используется - Рено 19 Европа — не используется | - Форд Транзит - Форд Транзит Кастом - Fiat Ducato - Исузу Туркуаз - Отокар Султан - Отокар Акреп - Отокар Кобра - Нурол Эйдер - BMC Kirpi - ТОМА - Отокар Урал |  |

### Воздушные средства
- Beechcraft Super King Air[14]
- Белл 206[15]
- Белл 429
- MD Helicopters MD 600
- Сикорский С-70
- Aérospatiale Alouette II Для целей наблюдения
- TAI Anka[16]
- Байрактар БПЛА
- ĞAATAY VTOL UAV[17][18]